# Стевены
Стевены (швед. Steven) — дворянские роды.

## Происхождение и история рода
Христиан Стевен, надворный советник, жалован 10.03.1799 дипломом на потомственное дворянское достоинство. Герб Стевенов внесен в Часть 13 Сборника дипломных гербов Российского Дворянства, невнесенных в Общий Гербовник, стр. 78.
- Христиан Стевен
  - Христиан Христианович Стевен (1781—1863) — русский ботаник.
    - Александр Христианович Стевен (1844—1910) — российский государственный деятель.
      - Александр Александрович Стевен (1879—1920) — земской деятель Таврической губернии.

  - Фёдор Христианович Стевен (1797—1851) — лицейский товарищ А. С. Пушкина, впоследствии выборгский губернатор, тайный советник. Возведён в дворянское достоинство великого княжества Финляндского. Род его внесён 16 ноября 1842 года в матрикул Рыцарского Дома великого княжества Финляндского под № 209.
  - Александр Христианович Стевен (1783—1842) — в 1824 г. получил право на титул и герб его тестя с наименованием Штевен-Штейнгейль.

## Описание герба
Герб внесён в Сборник дипломных гербов российского дворянства (часть 13, № 78) и гербовник Великого княжества Финляндского (дворянские роды, № 209):
В лазуревом поле три серебряных столба. На щите дворянский коронованный шлем. Нашлемник: три страусовых пера. Намёт на щите лазуревый, подложенный серебром.
В гербовнике Великого княжества Финляндского намет: справа — червленый с золотом, слева — лазуревый с серебром.